# Sylta Fee Wegmann
Sylta Fee Wegmann (née le 7 mars 1987 à Berlin Treptow) est une actrice allemande.

## Biographie
Sylta Fee Wegmann découvre la comédie à l'école primaire. Elle étudie dans des workshops à Los Angeles.
Depuis 2002, elle tourne dans des téléfilms ou des séries, essentiellement policiers.

## Filmographie

### Cinéma
- 2006 : Body Rice (de)
- 2008 : Little Paris
- 2012 : Bild von ihr

### Télévision

#### Téléfilms
- 2007 : Le Prix de mon héritage (Liebling, wir haben geerbt!)
- 2008 : Italien im Herzen
- 2008 : Les Nouvelles stars (Machen wir’s auf Finnisch)
- 2009 : Kill Your Darling
- 2010 : Call-girl Undercover (Callgirl Undercover)

#### Série télévisée
- 2005 : Doppelter Einsatz (de)
- 2005 : Brigade du crime (SOKO Leipzig)
- 2005 : Krimi.de (de)
- 2006 : Soko brigade des stups
- 2006 : Der Staatsanwalt
- 2006 : Alle lieben Jimmy (de)
- 2007 : Une équipe de choc
- 2007 : Rosamunde Pilcher
- 2007 : En quête de preuves : Erreur de jeunesse
- 2007 : Notruf Hafenkante (de)
- 2007 : R.I.S. – Die Sprache der Toten
- 2007 : Der Dicke (de)
- 2008 : Présumé Coupable : Bas les masques
- 2008 : Inga Lindström
- 2009 : Küstenwache (de)
- 2009 : Wilsberg (de)
- 2009 : Geld.Macht.Liebe (de)
- 2010 : SOKO Donau (de)
- 2011 : Das Traumhotel (de) – Malediven
- 2011 - ... : SOKO Stuttgart (de)
- 2012 : Tatort – Der traurige König
- 2012 : Alerte Cobra - Mauvaise posture
- 2013 : Alerte Cobra – Freunde fürs Leben

## Source de la traduction
- (de) Cet article est partiellement ou en totalité issu de l’article de Wikipédia en allemand intitulé « Sylta Fee Wegmann » (voir la liste des auteurs).